# Autolytus vulgarius
Autolytus vulgarius är en ringmaskart som beskrevs av Imajima 1966. Autolytus vulgarius ingår i släktet Autolytus och familjen Syllidae. Inga underarter finns listade i Catalogue of Life.